# 稻叶敦志
稻葉敦志（1971年8月28日—），日本的遊戲設計師，出生於石川縣金澤市。目前擔任電子遊戲公司白金工作室社長。

## 簡介
早年於Irem、SNK就職程式設計師，1998年加入CAPCOM。后来成为CAPCOM的第四开发部的制作人以及第九开发部的部长，并于2004年7月就任CAPCOM全资建立的子公司四叶草工作室社长。
但四叶草工作室最终于2007年3月解散，而他本人也于2006年6月辞职。辞职后创立新创作室「SEEDS」，并于2008年与株式会社ODD合并成白金工作室新公司。

## 作品
- 炸彈人世界（1992年、Irem、街机）
- R-TYPE LEO（1992年12月、Irem、街机）
- 惡靈古堡 CODE:Veronica（2001年3月22日、CAPCOM、DC、PS2，含完全版）职位：制作助理
- 惡魔獵人（2001年8月23日、CAPCOM、PS2）
- 逆转裁判（2001年10月12日、CAPCOM、GBA）职位：制作人
- グランボ（2001年12月28日、CAPCOM、GBA）职位：制作人
- BLACK BLACK（2002年2月8日、CAPCOM、GBA）职位：制作人
- 铁骑（2002年9月12日、CAPCOM、Xbox）职位：制作人
- 逆转裁判2（2002年10月18日、CAPCOM、GBA）职位：制作人
- 红侠乔伊（2003年6月26日、CAPCOM、NGC）职位：制作人
- 逆转裁判3（2004年1月23日、CAPCOM、GBA）职位：制作人
- 红侠乔伊2 ブラックフィルムの謎（2004年12月16日、CAPCOM、GC・PS2）职位：制作人
- 红侠乔伊 スクラッチ! （2005年10月2日、CAPCOM、NDS）职位：制作人
- 大神（2006年4月20日、CAPCOM、PS2）职位：制作人
- GOD HAND（2006年9月14日、CAPCOM、PS2）职位：制作人
- 瘋狂世界（Mad World）（2009年、SEGA、Wii）职位：制作人
- 無限航路（2009年、SEGA、NDS）职位：制作人
- 極度混亂（MAX ANARCHY）（2012年、SEGA，PS3、Xbox 360）製作人
- 合金装备崛起 复仇（メタルギア ライジング リベンジェンス）制作人
- 神奇101（The Wonderful 101）制作人
- 猎天使魔女2（ベヨネッタ2）制作人